# Wedding Ring Arch
 (août 2019).
Pour les articles homonymes, voir Wedding.
Wedding Ring Arch est une arche naturelle du comté de San Juan, dans l'Utah, aux États-Unis. Elle est protégée au sein du parc national des Canyonlands.